# Northern Coasts

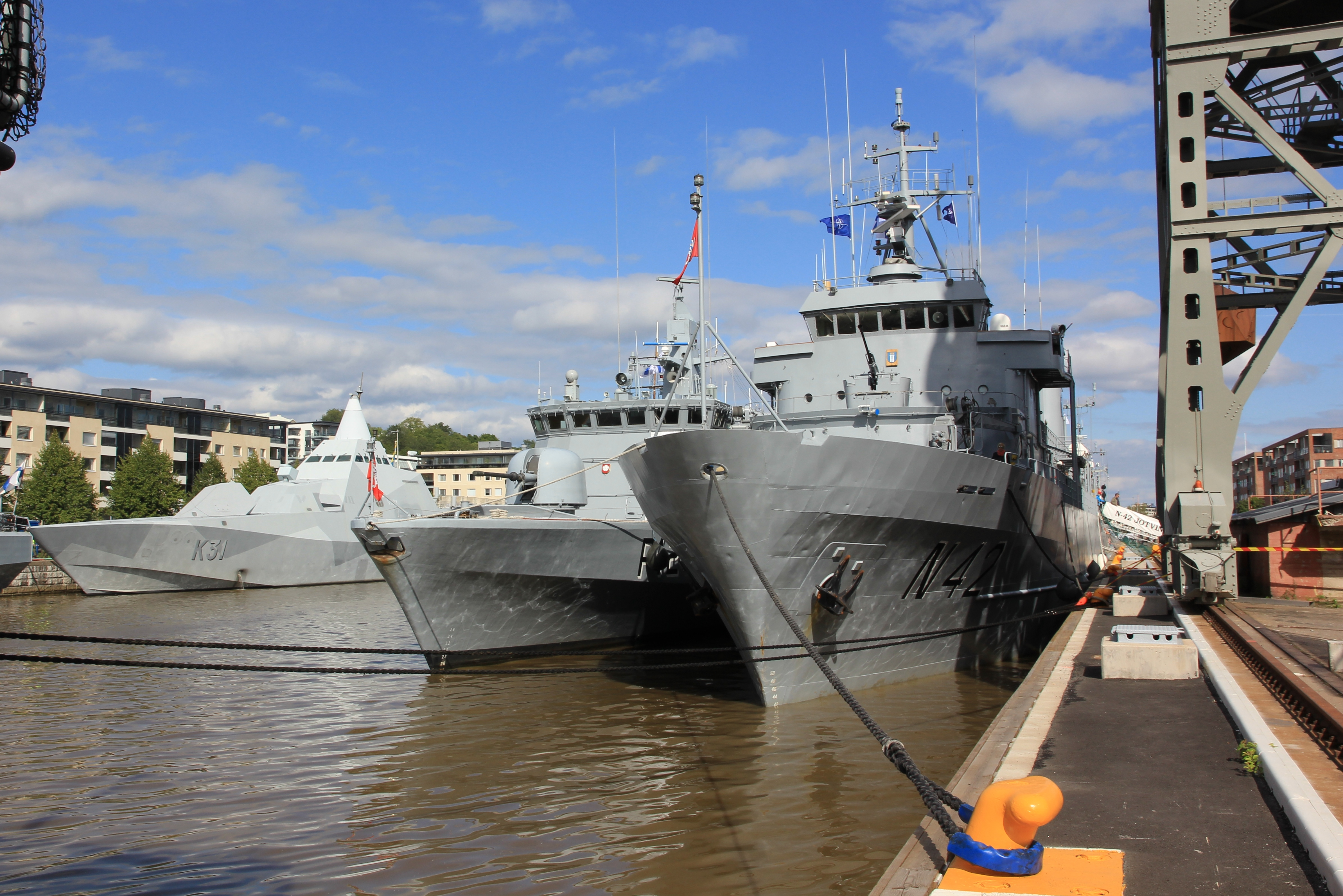
Litauische und schwedisches Schiff bei dem Northern Coasts Manöver 2014

Northern Coasts (abgekürzt NOCO) ist eine jährliche Großmarineübung der Streitkräfte von Verbündete der NATO und EU-Länder, die in der Ostsee stattfindet. 2023 fand es vom 11. September bis 24. September statt.

## Leitung und Struktur
Northern Coasts wurde 2007 von der Deutschen Marine ins Leben gerufen. Seitdem organisiert die Deutsche Marine jährlich mit ihren Partnern an der NATO-Nordflanke, Verteidigung auf See zu üben. Es ist die Schwerpunktübung des Inspekteurs der Deutschen Marine. Jährlich wechselnd sind Deutschland, Dänemark, Schweden und Finnland für die Durchführung verantwortlich. 2023 wird die Übung in den Küstengewässern und den Land- und Lufträumen Estlands und Lettlands von einem rund 1000 Kilometer entfernten Führungsstab in Rostock geleitet. 2023 sind an dem Großmanöver insgesamt 3200 Soldatinnen und Soldaten aus 14 Nationen beteiligt.

## Ziele
Dadurch soll an der NATO-Ostflanke Stärke gezeigt und Entschlossenheit demonstriert werden. Besonders für Litauen, Lettland, Estland und Finnland soll das wichtig sein. Das Ziel ist es, in einem Szenario der Landes- und Bündnisverteidigung taktische Verfahren in küstennahen Gewässern zu üben. Essenziell soll hierbei, die Interoperabilität zwischen den beteiligten See-, Land- und Luftstreitkräften zu optimieren und die Zusammenarbeit zwischen den Partnern im Ostseeraum weiter zu vertiefen.

## Organisation und Ablauf
Das Übungsgebiet umfasst hauptsächlich die Küstengewässer Estlands und Lettlands, einschließlich des Land- und Luftraums, sowie den östlichen und zentralen Teil der Ostsee.

## Durchführung 2023

### Beteiligte Staaten
Quelle:
- Belgien
- Dänemark
- Deutschland
- Estland
- Finnland
- Frankreich
- Kanada
- Italien
- Lettland
- Litauen
- Niederlande
- Polen
- Schweden
- Vereinigte Staaten

### Beteiligte Schiffe
2023 gehörten zum Manöververband rund 30 Schiffe und Boote, etwa 30 Luftfahrzeuge, diverse Landeinheiten und auch ein U-Boot.